# Pantà de Borén
El pantà de Borén és un embassament que pertany al riu Noguera Pallaresa, creat per una presa situada al sud de la població de Borén dins el terme municipal d'Alt Àneu, a la comarca del Pallars Sobirà.
Està situat al marge esquerre de la Noguera Pallaresa i afermat a tocar del petit llac i reclosa de Borén. És un embassament constrüit amb finalitats hidroelèctriques que genera una zona estanyada de més d'11,2 hectàrees. Té una capacitat total d'embassament de 0,86 hectòmetres cúbics i 0,80 hectòmetres cúbics de capacitat útil.
Vora la presa neix una galeria soterrada que porta l'aigua fins al Salt d'Esterri, que alimenta la central d'Esterri d'Àneu. La presa i la galeria, juntament amb la central hidroelèctrica, foren construïdes per HECSA i posades en servei l'any 1958.

## Flora i fauna
Està situat en un tram de la vall d'Àneu força tancat i la vegetació pròpia de la zona humida es localitza únicament a la cua i en algun sector del marge dret. Aquest factor, juntament amb les fortes oscil·lacions del nivell de les aigües, condiciona l'interès de l'espai com a zona humida. De fet, es limita únicament a la presència dels petits claps de salzeda (hàbitat d'interès comunitari codi 92A0); i pollancreda a la cua i marges de menor pendent.
També, més puntualment, apareix l'hàbitat d'interès comunitari 6510 "Prats de dall de terra baixa i de la muntanya mitjana (Arrhenatherion)". Hi ha també d'altres hàbitats d'interès comunitari, no específicament lligats als ambients aigualosos.
Entre la fauna destaca la presència de llúdriga (Lutra lutra).
Aquesta zona humida pertany al Parc Natural de l'Alt Pirineu i està protegida també com a espai del Pla d'Espais d'Interès Natural Alt Pirineu i com a espai de la Xarxa Natura 2000 ES5130003 Alt Pallars. També forma part de la Reserva natural parcial de Noguera Pallaresa-Bonaigua.